# Tiếng Sardegna
Tiếng Sardegna (sardu, limba sarda, lingua sarda) hay tiếng Sard là ngôn ngữ bản địa chính được nói trên đảo Sardegna (Ý), đây là một ngôn ngữ Rôman. Trong tất cả ngôn ngữ Rôman, nó được xem là gần gũi nhất với tiếng Latinh. Tuy nhiên, tiếng Sardegna cũng tiếp nhận ảnh hưởng từ ngôn ngữ Tiền Latinh (Cổ Sardegna, còn gọi là Nuraghe, và Carthaginia), và từ tiếng Catalunya, tiếng Tây Ban Nha và tiếng Ý, bởi vị thế chính trị hiện tại và quá khứ của nó.
Tiếng Sardegna có hai phương ngữ, mỗi phương ngữ có nền văn học riêng: Campidano (tại nửa nam hòn đảo) và Logudoro (tại nửa bắc). Có một số cố gắng để phổ biến hệ thống chữ viết chuẩn cho tiếng Sardegna bằng cách kết hợp hai phương ngữ lại, như LSU (Limba Sarda Unificada, "Tiếng Sardegna Thống nhất") và LSC (Limba Sarda Comuna, "Tiếng Sardegna Chung"), nhưng chúng không được người nói biến đến rộng rãi.
Năm 1997, tiếng Sardegna đã được công nhận theo luật khu vực, và từ năm 1999, tiếng Sardegna trở thành một trong mười hai "ngôn ngữ thiểu số lịch sử" của Ý và được bảo vệ theo Luật 482. Tuy nhiên, UNESCO cho rằng cả hai phương ngữ tiếng Sardegna đều "chắc chắn bị đe dọa"; tuy 68,4% dân số đảo có khả năng nói tiếng Sardegna tốt. Tiếng Ý đang dần thay thế nó ở nhiều trường hợp, và ước tính số trẻ em biết ngôn ngữ này chỉ còn 13%.